# آری فونتورا
آری فونتورا (انگلیسی: Ary Fontoura؛ زادهٔ ۲۷ ژانویهٔ ۱۹۳۳) یک هنرپیشه اهل برزیل است.
از کارهای معروف او می‌توان به بازی در فیلم‌ دوست هندوی من اشاره کرد.